# Championnats de France de biathlon
Les championnats de France de biathlon sont organisés tous les ans par la fédération française de ski, et existent en version hivernale ordinaire et en version estivale (biathlon d'été).

## Format de la compétition
Chaque année, la fédération française de ski organise les championnats de France.
Depuis 2009, en plus du traditionnel titre de champion de France de biathlon d'hiver, la fédération française de ski organise des épreuves de biathlon d'été (en ski à roulettes) qui octroient des titres de champion de France. Ces titres estivaux sont décernés dans le cadre des étapes du Biathlon Summer Tour, en septembre et en octobre.
Les titres individuels disputés par les internationaux de l'équipe de France en fin de saison hivernale concernent le format de la mass-start.
En biathlon d'été, les titres sont plus nombreux, normalement sprint et poursuite, auxquels s'ajoute depuis 2017 celui du sprint court. Les championnats de France de biathlon d'été sont importants pour les biathlètes de l'équipe de France, car ils servent à évaluer en compétition le niveau de préparation de chacun et peuvent aider à la sélection pour la saison hivernale internationale à suivre.
En 2020, les championnats furent annulés à la suite de l'arrêt des compétitions dû à la pandémie de maladie à coronavirus.

## Éditions
| Année | Lieu                                                      |
| ----- | --------------------------------------------------------- |
| 2003  | Le Grand-Bornand (Haute-Savoie)                           |
| 2004  | Huez (Isère)                                              |
| 2005  | Huez (Isère)                                              |
| 2006  | Le Grand-Bornand (Haute-Savoie)                           |
| 2007  | Le Grand-Bornand (Haute-Savoie)                           |
| 2008  | Les Saisies (Savoie)                                      |
| 2009  | Les Saisies (Savoie)                                      |
| 2010  | Prémanon (Jura)                                           |
| 2011  | Les Allues (Savoie)                                       |
| 2012  | Bessans (Savoie)                                          |
| 2013  | Les Contamines-Montjoie (Haute-Savoie)                    |
| 2014  | Prémanon (Jura)                                           |
| 2015  | La Féclaz (Savoie)                                        |
| 2016  | Les Allues (Savoie)                                       |
| 2017  | Bessans (Savoie)                                          |
| 2018  | Prémanon (Jura)                                           |
| 2019  | Les Allues (Savoie)                                       |
| 2020  | Épreuves annulées en raison de la pandémie de coronavirus |
| 2021  | Les Contamines-Montjoie (Haute-Savoie)                    |
| 2022  | Prémanon (Jura)                                           |
| 2023  | Bessans (Savoie)                                          |
| 2024  | Les Allues (Savoie)                                       |
| 2025  | Les Saisies (Savoie)                                      |

| Année | Lieu                              |
| ----- | --------------------------------- |
| 2009  | Arçon (Doubs)                     |
| 2010  | Arçon (Doubs)                     |
| 2011  | Arçon (Doubs)                     |
| 2012  | Haut Valromey (Ain)               |
| 2013  | Arçon (Doubs)                     |
| 2014  | Bessans (Savoie)                  |
| 2015  | Prémanon (Jura)                   |
| 2016  | La Féclaz (Savoie)                |
| 2017  | La Féclaz (Savoie) Arçon (Doubs)  |
| 2018  | Arçon (Doubs)                     |
| 2019  | Prémanon (Jura) Arçon (Doubs)     |
| 2020  | La Féclaz (Savoie) Arçon (Doubs)  |
| 2021  | Haut Valromey (Ain) Arçon (Doubs) |
| 2022  | Prémanon (Jura) Arçon (Doubs)     |
| 2023  | La Féclaz (Savoie) Arçon (Doubs)  |
| 2024  | Prémanon (Jura) Arçon (Doubs)     |

## Lieux de compétition
| Commune                    | Stade                          | Département  | Région                  | Altitude |
| -------------------------- | ------------------------------ | ------------ | ----------------------- | -------- |
| Les Contamines-Montjoie    | Stade des Contamines-Montjoie  | Haute-Savoie | Auvergne-Rhône-Alpes    | 1170 m   |
| Les Allues                 | Stade de Méribel               | Savoie       | Auvergne-Rhône-Alpes    | 1700 m   |
| Huez                       | Stade de l'Alpe d'Huez         | Isère        | Auvergne-Rhône-Alpes    | 1980 m   |
| Autrans-Méaudre en Vercors | Stade de Gève                  | Isère        | Auvergne-Rhône-Alpes    | 1300 m   |
| Le Grand-Bornand           | Stade Sylvie Becaert           | Haute-Savoie | Auvergne-Rhône-Alpes    | 920 m    |
| Arçon                      | Stade Florence Baverel         | Doubs        | Bourgogne-Franche-Comté | 800 m    |
| La Féclaz                  | Stade Alexis Boeuf             | Savoie       | Auvergne-Rhône-Alpes    | 1340 m   |
| Bessans                    | Stade international de Bessans | Savoie       | Auvergne-Rhône-Alpes    | 1740 m   |
| Les Saisies                | Stade olympique des Saisies    | Savoie       | Auvergne-Rhône-Alpes    | 1610 m   |
| Haut Valromey              | Stade des Plan d'Hotonnes      | Ain          | Auvergne-Rhône-Alpes    | 1060 m   |
| Peisey-Nancroix            | Stade de Peisey-Nancroix       | Savoie       | Auvergne-Rhône-Alpes    | 1470 m   |
| Prémanon                   | Stade nordique des Tuffes      | Jura         | Bourgogne-Franche-Comté | 1180 m   |
| Col de Porte               | Stade du Col de Porte          | Isère        | Auvergne-Rhône-Alpes    | 1280 m   |

## Palmarès par édition

### Hiver

#### Hommes
| Édition | Vainqueur                                               | Deuxième                                                | Troisième                                               |
| ------- | ------------------------------------------------------- | ------------------------------------------------------- | ------------------------------------------------------- |
| 2003    | Gaël Poirée (1)                                         | Gilles Marguet                                          | Lionel Grebot                                           |
| 2004    | Alexandre Aubert (1)                                    | Lionel Grebot                                           | Julien Ughetto                                          |
| 2005    | Vincent Defrasne (1)                                    | Loïs Habert                                             | Julien Robert                                           |
| 2006    | Raphaël Poirée (2)                                      | Loïs Habert                                             | Frédéric Jean                                           |
| 2007    | Raphaël Poirée (2)                                      | Ferréol Cannard                                         | Vincent Porret                                          |
| 2008    | Frédéric Jean (1)                                       | Simon Fourcade                                          | Tanguy Roche                                            |
| 2009    | Vincent Jay (1)                                         | Simon Fourcade                                          | Frédéric Jean                                           |
| 2010    | Jean-Guillaume Béatrix (1)                              | Vincent Jay                                             | Tanguy Roche                                            |
| 2011    | Simon Fourcade (1)                                      | Vincent Jay                                             | Maxime Habran                                           |
| 2012    | Simon Fourcade (2)                                      | Martin Fourcade                                         | Florent Claude                                          |
| 2013    | Simon Fourcade (3)                                      | Jean-Guillaume Béatrix                                  | Florent Claude                                          |
| 2014    | Martin Fourcade (1)                                     | Simon Desthieux                                         | Jean-Guillaume Béatrix                                  |
| 2015    | Martin Fourcade (2)                                     | Simon Fourcade                                          | Antonin Guigonnat                                       |
| 2016    | Simon Fourcade (4)                                      | Antonin Guigonnat                                       | Quentin Fillon Maillet                                  |
| 2017    | Quentin Fillon Maillet (1)                              | Simon Fourcade                                          | Clément Dumont                                          |
| 2018    | Quentin Fillon Maillet (2)                              | Antonin Guigonnat                                       | Martin Perrillat Bottonet                               |
| 2019    | Simon Desthieux (1)                                     | Antonin Guigonnat                                       | Quentin Fillon Maillet                                  |
| 2020    | Épreuve annulée en raison de la pandémie de coronavirus | Épreuve annulée en raison de la pandémie de coronavirus | Épreuve annulée en raison de la pandémie de coronavirus |
| 2021    | Quentin Fillon Maillet (3)                              | Fabien Claude                                           | Antonin Guigonnat                                       |
| 2022    | Oscar Lombardot (1)                                     | Quentin Fillon Maillet                                  | Antonin Guigonnat                                       |
| 2023    | Oscar Lombardot (2)                                     | Quentin Fillon Maillet                                  | Ambroise Meunier                                        |
| 2024    | Émilien Jacquelin (1)                                   | Mathieu Garcia                                          | Antonin Guigonnat                                       |

Les plus titrés :
- 4 fois : Simon Fourcade
- 3 fois : Quentin Fillon Maillet
- 2 fois : Raphaël Poirée, Martin Fourcade, Oscar Lombardot
- 1 fois : Gaël Poirée, Alexandre Aubert, Vincent Defrasne, Frédéric Jean, Vincent Jay, Jean-Guillaume Béatrix, Simon Desthieux, Émilien Jacquelin

Les plus médaillés :
- 8 médailles : Simon Fourcade
- 7 médailles : Quentin Fillon Maillet, Antonin Guigonnat
- 3 médailles : Frédéric Jean, Jean-Guillaume Béatrix, Vincent Jay, Martin Fourcade
- 2 médailles : Lionel Grebot, Loïs Habert, Raphaël Poirée, Tanguy Roche, Florent Claude, Simon Desthieux, Oscar Lombardot
- 1 médaille : Gaël Poirée, Gilles Marguet, Alexandre Aubert, Julien Ughetto, Vincent Defrasne, Julien Robert, Vincent Porret, Feréol Cannard, Maxime Habran, Clément Dumont, Martin Perrillat Bottonet, Fabien Claude, Ambroise Meunier, Émilien Jacquelin, Mathieu Garcia,

#### Femmes
| Édition | Vainqueur                                               | Deuxième                                                | Troisième                                               |
| ------- | ------------------------------------------------------- | ------------------------------------------------------- | ------------------------------------------------------- |
| 2003    | Florence Baverel Robert (1)                             | Sandrine Bailly                                         | Sylvie Becaert                                          |
| 2004    | Christelle Gros (1)                                     | Corinne Niogret                                         | Anne-Laure Mignerey                                     |
| 2005    | Florence Baverel Robert (2)                             | Sandrine Bailly                                         | Christelle Gros                                         |
| 2006    | Florence Baverel Robert (3)                             | Delphine Peretto                                        | Sandrine Bailly                                         |
| 2007    | Florence Baverel Robert (4)                             | Sylvie Becaert                                          | Sandrine Bailly                                         |
| 2008    | Marie-Laure Brunet (1)                                  | Pauline Macabies                                        | Sandrine Bailly                                         |
| 2009    | Marie-Laure Brunet (2)                                  | Pauline Macabies                                        | Sylvie Becaert                                          |
| 2010    | Marie-Laure Brunet (3)                                  | Sandrine Bailly                                         | Julie Carraz-Collin                                     |
| 2011    | Sophie Boilley (1)                                      | Anaïs Bescond                                           | Marie Dorin                                             |
| 2012    | Marie-Laure Brunet (4)                                  | Marie Dorin-Habert                                      | Claire Breton                                           |
| 2013    | Marie Dorin-Habert (1)                                  | Jacquemine Baud                                         | Anaïs Bescond                                           |
| 2014    | Jacquemine Baud (1)                                     | Marie Dorin-Habert                                      | Anaïs Chevalier                                         |
| 2015    | Marie Dorin-Habert (2)                                  | Justine Braisaz                                         | Coline Varcin                                           |
| 2016    | Marie Dorin-Habert (3)                                  | Anaïs Bescond                                           | Marine Bolliet                                          |
| 2017    | Justine Braisaz (1)                                     | Célia Aymonier                                          | Anaïs Bescond                                           |
| 2018    | Julia Simon (1)                                         | Justine Braisaz                                         | Anaïs Bescond                                           |
| 2019    | Julia Simon (2)                                         | Célia Aymonier                                          | Justine Braisaz                                         |
| 2020    | Épreuve annulée en raison de la pandémie de coronavirus | Épreuve annulée en raison de la pandémie de coronavirus | Épreuve annulée en raison de la pandémie de coronavirus |
| 2021    | Justine Braisaz-Bouchet (2)                             | Gilonne Guigonnat                                       | Anaïs Bescond                                           |
| 2022    | Chloé Chevalier (1)                                     | Lou Jeanmonnot                                          | Anaïs Bescond                                           |
| 2023    | Fany Bertrand (1)                                       | Jeanne Richard                                          | Anaëlle Bondoux                                         |
| 2024    | Sophie Chauveau (1)                                     | Julia Simon                                             | Lou Jeanmonnot                                          |

Les plus titrées :
- 4 fois : Florence Baverel-Robert, Marie-Laure Brunet
- 3 fois : Marie Dorin-Habert
- 2 fois : Justine Braisaz-Bouchet, Julia Simon
- 1 fois : Christelle Gros, Sophie Boilley, Jacquemine Baud, Chloé Chevalier, Fany Bertrand, Sophie Chauveau

Les plus médaillées :
- 7 médailles : Anaïs Bescond
- 6 médailles : Marie Dorin-Habert, Sandrine Bailly
- 5 médailles : Justine Braisaz-Bouchet
- 4 médailles : Florence Baverel Robert, Marie-Laure Brunet
- 3 médailles : Julia Simon
- 2 médailles : Sylvie Becaert, Christelle Gros, Pauline Macabies, Jacquemine Baud, Célia Aymonier, Lou Jeanmonnot
- 1 médaille : Corinne Niogret, Anne-Laure Mignerey, Delphine Perreto, Sophie Boilley, Julie Cazza-Collin, Claire Breton, Anaïs Chevalier, Coline Varcin, Marine Bolliet, Gilonne Guigonnat, Chloé Chevalier, Fany Bertrand, Jeanne Richard, Anaëlle Bondoux, Sophie Chauveau

### Été

#### Hommes
| Édition | Lieu          | Épreuve      | Vainqueur              | Deuxième                    | Troisième              |
| ------- | ------------- | ------------ | ---------------------- | --------------------------- | ---------------------- |
| 2009    | Arçon         | Sprint       | Jean-Guillaume Béatrix | Vincent Defrasne            | Martin Fourcade        |
| 2009    | Arçon         | Poursuite    | Vincent Defrasne       | Martin Fourcade             | Jean-Guillaume Béatrix |
| 2010    | Arçon         | Sprint       | Martin Fourcade        | Frédéric Jean               | Alexis Boeuf           |
| 2010    | Arçon         | Mass-start   | Martin Fourcade        | Alexis Boeuf                | Frédéric Jean          |
| 2011    | Arçon         | Sprint       | Simon Fourcade         | Martin Fourcade             | Loïs Habert            |
| 2011    | Arçon         | Poursuite    | Martin Fourcade        | Simon Fourcade              | Loïs Habert            |
| 2012    | Haut Valromey | Sprint       | Martin Fourcade        | Vincent Jay                 | Jean-Guillaume Béatrix |
| 2012    | Haut Valromey | Poursuite    | Martin Fourcade        | Jean-Guillaume Béatrix      | Vincent Jay            |
| 2013    | Arçon         | Sprint       | Martin Fourcade        | Jean-Guillaume Béatrix      | Alexis Boeuf           |
| 2013    | Arçon         | Poursuite    | Jean-Guillaume Béatrix | Martin Fourcade             | Simon Desthieux        |
| 2014    | Bessans       | Sprint       | Jean-Guillaume Béatrix | Alexis Boeuf                | Clément Dumont         |
| 2014    | Bessans       | Poursuite    | Jean-Guillaume Béatrix | Alexis Boeuf                | Clément Dumont         |
| 2015    | Prémanon      | Sprint       | Martin Fourcade        | Simon Fourcade              | Florent Claude         |
| 2015    | Prémanon      | Poursuite    | Martin Fourcade        | Simon Fourcade              | Florent Claude         |
| 2016    | La Féclaz     | Sprint       | Martin Fourcade        | Jean-Guillaume Béatrix      | Simon Desthieux        |
| 2016    | La Féclaz     | Poursuite    | Martin Fourcade        | Jean-Guillaume Béatrix      | Quentin Fillon Maillet |
| 2017    | Arçon         | Super sprint | Quentin Fillon Maillet | Simon Desthieux             | Simon Fourcade         |
| 2017    | La Féclaz     | Sprint       | Simon Desthieux        | Antonin Guigonnat           | Clément Dumont         |
| 2017    | La Féclaz     | Poursuite    | Simon Desthieux        | Antonin Guigonnat           | Clément Dumont         |
| 2018    | Arçon         | Sprint court | Martin Fourcade        | Fabien Claude               | Simon Desthieux        |
| 2018    | Arçon         | Sprint       | Martin Fourcade        | Simon Desthieux             | Quentin Fillon Maillet |
| 2018    | Arçon         | Poursuite    | Simon Desthieux        | Martin Fourcade             | Antonin Guigonnat      |
| 2019    | Prémanon      | Sprint court | Quentin Fillon Maillet | Martin Fourcade             | Simon Desthieux        |
| 2019    | Arçon         | Sprint       | Simon Desthieux        | Quentin Fillon Maillet      | Martin Fourcade        |
| 2019    | Arçon         | Poursuite    | Simon Desthieux        | Martin Fourcade             | Émilien Jacquelin      |
| 2020    | La Féclaz     | Sprint court | Quentin Fillon Maillet | Émilien Jacquelin           | Antonin Guigonnat      |
| 2020    | Arçon         | Sprint       | Simon Desthieux        | Quentin Fillon Maillet      | Antonin Guigonnat      |
| 2020    | Arçon         | Poursuite    | Émilien Jacquelin      | Simon Desthieux             | Quentin Fillon Maillet |
| 2021    | Haut Valromey | Sprint court | Quentin Fillon Maillet | Simon Desthieux             | Antonin Guigonnat      |
| 2021    | Arçon         | Sprint       | Émilien Claude         | Quentin Fillon Maillet      | Rémi Broutier          |
| 2021    | Arçon         | Poursuite    | Quentin Fillon Maillet | Émilien Jacquelin           | Fabien Claude          |
| 2022    | Prémanon      | Sprint court | Éric Perrot            | Quentin Fillon Maillet      | Fabien Claude          |
| 2022    | Arçon         | Sprint       | Oscar Lombardot        | Éric Perrot                 | Quentin Fillon Maillet |
| 2022    | Arçon         | Poursuite    | Fabien Claude          | Martin Bourgeois République | Oscar Lombardot        |
| 2023    | La Féclaz     | Sprint       | Émilien Claude         | Émilien Jacquelin           | Éric Perrot            |
| 2023    | Arçon         | Sprint court | Émilien Jacquelin      | Quentin Fillon Maillet      | Éric Perrot            |
| 2023    | Arçon         | Poursuite    | Émilien Jacquelin      | Émilien Claude              | Quentin Fillon Maillet |
| 2024    | Prémanon      | Sprint court | Émilien Jacquelin      | Antonin Guigonnat           | Quentin Fillon Maillet |
| 2024    | Arçon         | Sprint       | Quentin Fillon Maillet | Éric Perrot                 | Fabien Claude          |
| 2024    | Arçon         | Poursuite    | Quentin Fillon Maillet | Émilien Jacquelin           | Fabien Claude          |

Les plus titrés :
- 12 fois : Martin Fourcade
- 7 fois : Quentin Fillon Maillet
- 6 fois : Simon Desthieux
- 4 fois : Jean-Guillaume Béatrix, Émilien Jacquelin
- 2 fois : Émilien Claude
- 1 fois : Vincent Defrasne, Simon Fourcade, Éric Perrot, Oscar Lombardot, Fabien Claude

#### Femmes
| Édition | Lieu          | Épreuve      | Vainqueur               | Deuxième                | Troisième               |
| ------- | ------------- | ------------ | ----------------------- | ----------------------- | ----------------------- |
| 2009    | Arçon         | Sprint       | Marie-Laure Brunet      | Sandrine Bailly         | Sylvie Becaert          |
| 2009    | Arçon         | Poursuite    | Marie-Laure Brunet      | Sandrine Bailly         | Marie Dorin-Habert      |
| 2010    | Arçon         | Sprint       | Marie-Laure Brunet      | Marie Dorin-Habert      | Anaïs Bescond           |
| 2010    | Arçon         | Mass-start   | Marie-Laure Brunet      | Marie Dorin-Habert      | Anaïs Bescond           |
| 2011    | Arçon         | Sprint       | Sophie Boilley          | Marie Dorin-Habert      | Anaïs Bescond           |
| 2011    | Arçon         | Poursuite    | Marie Dorin-Habert      | Marie-Laure Brunet      | Sophie Boilley          |
| 2012    | Haut Valromey | Sprint       | Marie-Laure Brunet      | Anaïs Bescond           | Jacquemine Baud         |
| 2012    | Haut Valromey | Poursuite    | Marie-Laure Brunet      | Anaïs Bescond           | Claire Breton           |
| 2013    | Arçon         | Sprint       | Marie Dorin-Habert      | Marie-Laure Brunet      | Sophie Boilley          |
| 2013    | Arçon         | Poursuite    | Marie Dorin-Habert      | Marie-Laure Brunet      | Sophie Boilley          |
| 2014    | Bessans       | Sprint       | Anaïs Bescond           | Marine Bolliet          | Anaïs Chevalier         |
| 2014    | Bessans       | Poursuite    | Anaïs Bescond           | Marine Bolliet          | Anaïs Chevalier         |
| 2015    | Arçon         | Sprint       | Marie Dorin-Habert      | Anaïs Chevalier         | Coline Varcin           |
| 2015    | Arçon         | Poursuite    | Marie Dorin-Habert      | Anaïs Chevalier         | Coline Varcin           |
| 2016    | La Féclaz     | Sprint       | Anaïs Chevalier         | Anaïs Bescond           | Marie Dorin-Habert      |
| 2016    | La Féclaz     | Poursuite    | Marie Dorin-Habert      | Anaïs Chevalier         | Chloé Chevalier         |
| 2017    | Arçon         | Super sprint | Anaïs Bescond           | Justine Braisaz-Bouchet | Lou Jeanmonnot          |
| 2017    | La Féclaz     | Sprint       | Anaïs Bescond           | Julia Simon             | Justine Braisaz-Bouchet |
| 2017    | La Féclaz     | Poursuite    | Anaïs Bescond           | Célia Aymonier          | Justine Braisaz-Bouchet |
| 2018    | Arçon         | Sprint court | Enora Latuillière       | Anaïs Chevalier         | Célia Aymonier          |
| 2018    | Arçon         | Sprint       | Justine Braisaz-Bouchet | Anaïs Bescond           | Enora Latuillière       |
| 2018    | Arçon         | Poursuite    | Anaïs Bescond           | Justine Braisaz-Bouchet | Enora Latuillière       |
| 2019    | Prémanon      | Sprint court | Julia Simon             | Justine Braisaz-Bouchet | Myrtille Bègue          |
| 2019    | Arçon         | Sprint       | Justine Braisaz-Bouchet | Myrtille Bègue          | Célia Aymonier          |
| 2019    | Arçon         | Poursuite    | Anaïs Bescond           | Justine Braisaz-Bouchet | Julia Simon             |
| 2020    | La Féclaz     | Sprint court | Anaïs Bescond           | Chloé Chevalier         | Caroline Colombo        |
| 2020    | Arçon         | Sprint       | Anaïs Chevalier         | Chloé Chevalier         | Anaïs Bescond           |
| 2020    | Arçon         | Poursuite    | Anaïs Chevalier         | Julia Simon             | Chloé Chevalier         |
| 2021    | Haut Valromey | Sprint court | Julia Simon             | Anaïs Bescond           | Anaïs Chevalier         |
| 2021    | Arçon         | Sprint       | Anaïs Bescond           | Anaïs Chevalier         | Julia Simon             |
| 2021    | Arçon         | Poursuite    | Anaïs Chevalier         | Anaïs Bescond           | Justine Braisaz-Bouchet |
| 2022    | Prémanon      | Sprint court | Julia Simon             | Anaïs Chevalier         | Lou Jeanmonnot          |
| 2022    | Arçon         | Sprint       | Lou Jeanmonnot          | Paula Botet             | Caroline Colombo        |
| 2022    | Arçon         | Poursuite    | Caroline Colombo        | Julia Simon             | Chloé Chevalier         |
| 2023    | La Féclaz     | Sprint       | Lou Jeanmonnot          | Justine Braisaz         | Gilonne Guigonnat       |
| 2023    | Arçon         | Sprint court | Justine Braisaz-Bouchet | Sophie Chauveau         | Lou Jeanmonnot          |
| 2023    | Arçon         | Poursuite    | Julia Simon             | Lou Jeanmonnot          | Justine Braisaz-Bouchet |
| 2024    | Prémanon      | Sprint court | Océane Michelon         | Lou Jeanmonnot          | Jeanne Richard          |
| 2024    | Arçon         | Sprint       | Chloé Chevalier         | Lou Jeanmonnot          | Julia Simon             |
| 2024    | Arçon         | Poursuite    | Julia Simon             | Lou Jeanmonnot          | Jeanne Richard          |

Les plus titrées :
- 9 fois : Anaïs Bescond
- 6 fois : Marie-Laure Brunet, Marie Dorin-Habert
- 5 fois : Julia Simon
- 4 fois : Anaïs Chevalier-Bouchet
- 3 fois : Justine Braisaz-Bouchet
- 2 fois : Lou Jeanmonnot
- 1 fois : Sophie Boilley, Enora Latuillière, Caroline Colombo, Océane Michelon, Chloé Chevalier